# شنة منقطة
شنة منقطة (الاسم العلمي: Channa punctata) (بالإنجليزية: Spotted snakehead)‏ هي نوع من الأسماك تتبع جنس الشنة من فصيلة الشنات.